# Lleó de Tarragona

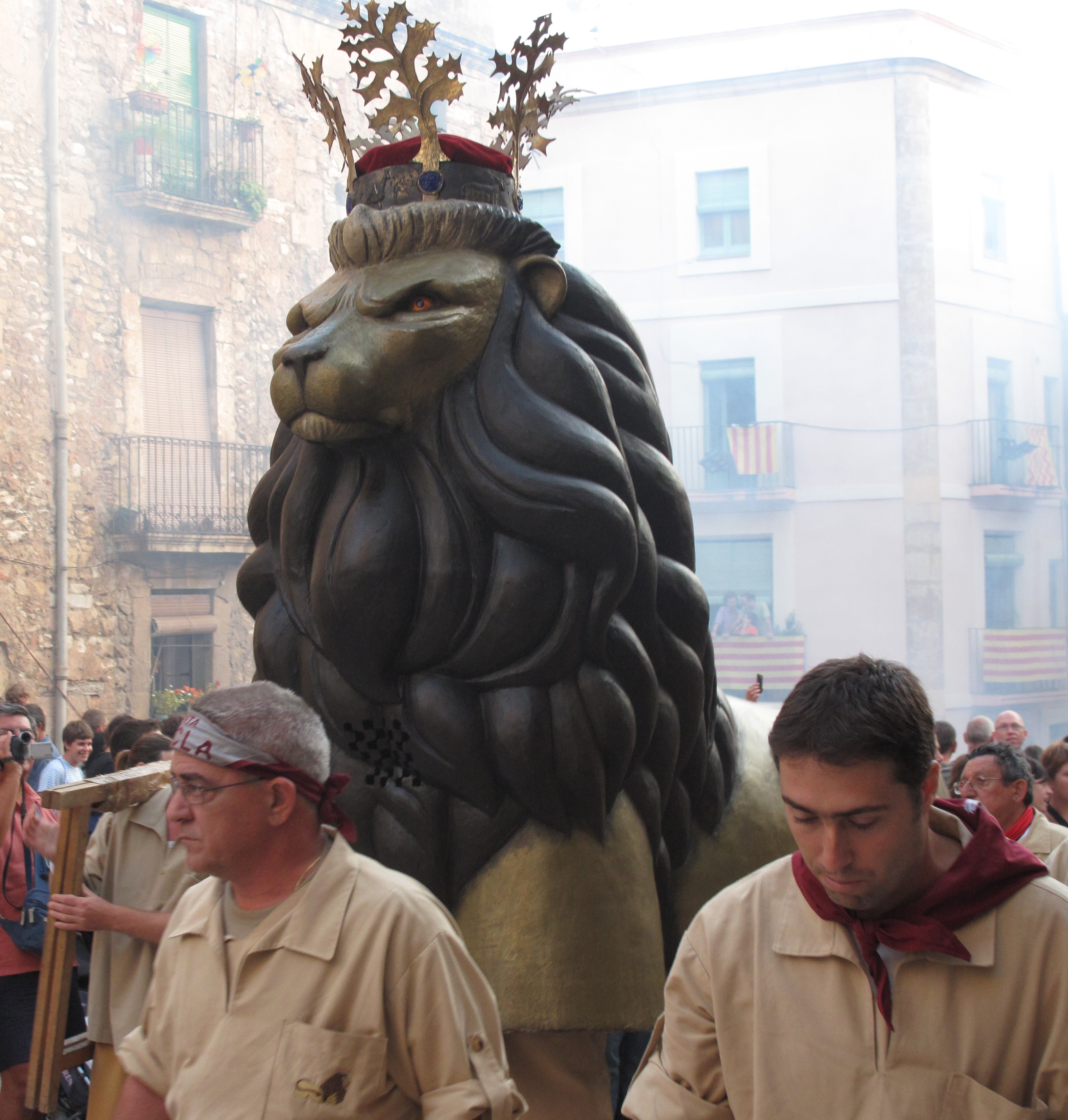
El Lleó

El Lleó de Tarragona és una figura zoomòrfica que apareix en últim lloc de les bèsties del Seguici Popular de les festes de Santa Tecla de Tarragona. Representa l'estatus de ciutat de Tarragona. El lleó és l'emblema evangèlic de sant Marc.

## Descripció

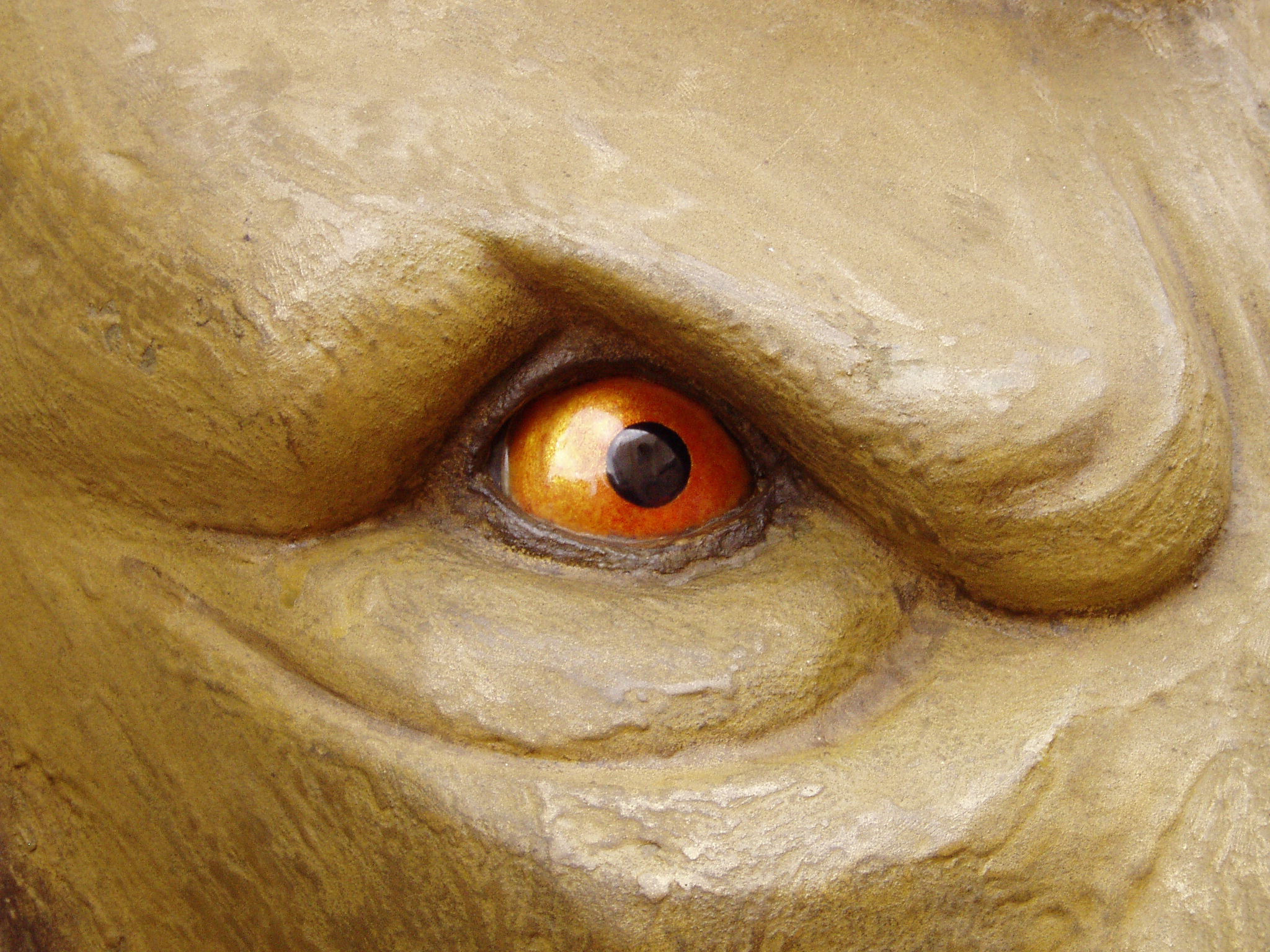
L'ull esmaltat del Lleó

Al cap hi duu la corona de príncep, la mateixa que apareix l'escut de la ciutat, amb un relleu on hi són representades les altres bèsties tarragonines. El Lleó és transportat per dos portadors, aquests vesteixen uns pantalons daurats i una camisa un pèl més clara dissenyats per Ambrós Domingo.

## Història
Els orígens del Lleó a la ciutat es remunten probablement a l'any 1424, on actuava acompanyant un gran carro anomenat La Roca de Santa Tecla, que representava diferents passatges de la patrona, santa Tecla. La llegenda explica que la santa va domar una lleona mentre estava lligada a una estaca durant el seu martiri a Antioquia. El Lleó tarragoní es va apartar dels carrers al segle xv. L'any 1993 l'Associació de Veïns Verge del Carme (carrer Francesc Bastos, Mallorca i adjacents) el va recuperar i posteriorment va passar a titularitat municipal, Maria Dolors Baena Font es va encarregar de construir-lo amb l'ajuda de la fusteria Tortosa i Judith Guinovart va fer els ulls esmaltats. El Lleó petit, que actua a la Santa Tecla Petita, va ser creat el 2003 pels mateixos creadors que el seu "pare". Actualment és guardat a la Casa de la festa de Tarragona.